# Draba lacaitae
Draba lacaitae är en korsblommig växtart som beskrevs av Pierre Edmond Boissier. Draba lacaitae ingår i släktet drabor, och familjen korsblommiga växter. Inga underarter finns listade i Catalogue of Life.